# Fabulous Disaster
Fabulous Disaster címmel jelent meg az amerikai Exodus együttes harmadik nagylemeze 1989. január 30.-án a Music For Nations és a Combat/Relativity Records jóvoltából. Előbbi Angliában, míg utóbbi kiadók az Egyesült Államokban feleltek a megjelenésért. 1999-ben a Century Media újra kiadta az albumot Európa szerte, míg Japánban a Sony Music Entertainment égisze alatt vált hozzáférhetővé. Ez volt az első olyan Exodus album, melyen ugyanaz a felállás játszott, mint elődjén. Tom Hunting dobos számára ez volt az utolsó album, legközelebb csak az 1997-ben megjelent Another Lesson in Violence koncertanyagon volt hallható a játéka. Továbbá ez volt az első olyan nagylemezük, melyre két feldolgozás is felkerült. Pályafutásuk során még az 1992-es Force of Habit album esetében volt erre példa.
Az 1987-es Pleasures of the Flesh langyos fogadtatása után a Fabulous Disaster ismét meggyőzte mind a rajongókat, mind a kritikusokat. Ugyan kereskedelmi szempontból nem aratott akkora sikert, mint egynémely thrash zenekar aktuális albuma, de a műfajra gyakorolt hatása felbecsülhetetlen.

## Háttér
Az album felvételei 1988 szeptemberében kezdődtek és októberben értek véget. A helyszín ismét a San Francisco városában található Alpha-Omega stúdió volt. A dalokat Gary Holt írta, melyek között egy AC/DC és egy War feldolgozás is szerepelt. Utóbbi az eredeti kiadáson volt hallható, míg az AC/DC dal csak a CD verzión szerepelt.
Az albumot indító The Last Act of Defiance egy Santa Fe városában történt börtönlázadást dolgoz fel, mely során 33 ember veszítette életét. Érdekesség, hogy a dal elején hallható monológot, az a Dov Christopher mondta fel, aki a Cajun Hell dalban szájharmónikán is játszik. Utóbbi dal egy veszélyekkel teli mocsaras vidékről szól, melyhez az inspirációt, egy 1972-ben bemutatott film a  Deliverance adta (a Jon Voight és Burt Reynolds főszereplésével készült film hazánkban Gyilkos túra címmel ismert). A címadó dal a nukleáris fegyverkezésről és a világ megsemmisüléséről szól, míg a Toxic Waltz a rajongók előtti tiszteletadásként is értelmezhető. A Like Father, Like Son a gyermekbántalmazás és a családon belüli erőszak ellen szól, míg az Open Season témája az embervadászat.

## Fogadtatás
A Billboard lemezeladási listáján a Fabulous Disaster sem lett sikeresebb, mint közvetlen elődje, a megjelenés után mégis nagyobb nyilvánosságot kapott a zenekar. Leforgatták első videójukat a The Toxic Waltz dalra, mely gyakran felbukkant az MTV Headbangers Ball műsorában. A dalt gyakran játszotta a Los Angelesi KNAC rádióállomás is, csakúgy mint a War féle Low Rider feldolgozást. A Toxic Waltz hamarosan a rajongók kedvencévé vált, mely máig a koncertprogram nélkülözhetetlen darabja.
A ma már thrash metal klasszikusnak számító albumot mind a rajongók mind a sajtó kedvezően fogadta. A Metal Reviews kritikája szerint Gary Holt a thrash metal Tony Iommija, utalva erre kifogyhatatlannak tűnő riffjeire és azok színvonalára, hozzátéve, hogy a Rick Hunolttal alkotott párosuk messzemenően átlag feletti.
Eduardo Rivadavia az AllMusic kritikusa dicsérte az album gondosan kidolgozott zenei anyagát, hozzátéve, hogy az album hiába jelenti az Exodus egyik csúcsalkotását, még így sem részesülnek olyan elismerésben, mint a Metallica, a Slayer vagy az Anthrax.
Az albumot népszerűsítő turné Európában indult a Nuclear Assault és az Acid Reign társaságában. 1989 tavaszán vette kezdetét az a  Headbangers Ball által fémjelzett koncertsorozat, melynek során a Helloween és az Anthrax voltak a partnereik. 1989 tavaszán egy önálló koncertsorozat következett Észak-Amerika városaiban, olyan előzenekarokkal, mint a Sick of It All a Forbidden, a  Faith or Fear, a Dead Orchestra vagy a Wehrmacht. A turné 1989. július 14-én a San Francisco városában található The Filmore-ban ért véget, mely koncert rögzítésre is került. A felvételeket két évvel később Good Friendly Violent Fun címmel jelentették meg.

## Az album dalai
Az összes szám szerzője Gary Holt, kivéve a két feldolgozás dalt..
| 1.    | The Last Act of Defiance                        | 4:44 |
| 2.    | Fabulous Disaster                               | 4:54 |
| 3.    | The Toxic Waltz                                 | 4:51 |
| 4.    | Low Rider (War feldolgozás)                     | 2:48 |
| 5.    | Cajun Hell                                      | 6:05 |
| 6.    | Like Father, Like Son                           | 8:11 |
| 7.    | Corruption                                      | 5:46 |
| 8.    | Verbal Razors                                   | 4:07 |
| 9.    | Open Season                                     | 3:54 |
| 10.   | Overdose (AC/DC feldolgozás, csak a CD verzión) | 5:31 |
| 50:47 |                                                 |      |

## Közreműködők

### Exodus
- Steve Souza – ének
- Gary Holt – gitár
- Rick Hunolt – gitár
- Rob McKillop – basszusgitár
- Tom Hunting – dob
- Dov Christopher – lemezt indító monológ és szájharmonika a Cajun Hell dalban.
- Brian Mantilla – ütőhangszerek a Low Rider dalban.

## Produkció
- Producer és keverés: Gary Holt, Rick Hunolt, Marc Senesac, Chad Munsey (keverési asszisztens)
- Felvétel és keverés: Marc Senesac és David Plank
- Maszter: Bernie Grundman

## Listás helyezések
| Lista (1989)                         | Legjobb helyezés |
| ------------------------------------ | ---------------- |
| Egyesült Királyság (UK Albums Chart) | 67               |
| USA Billboard 200                    | 82               |